# Cullen Moss
Pour les articles homonymes, voir Moss.
Cullen Moss est un acteur américain né le 8 juillet 1975 à Winston-Salem, Caroline du Nord (États-Unis).

## Biographie
Cullen Moss est né le 8 juillet 1975 à Winston-Salem, Caroline du Nord (États-Unis).
Il a une sœur, Cora et un frère, Jonathan Moss.

### Vie privée
Il a été marié à Bonnie Dixon, avec qui il a un fils, Dixon Moss.
Il est remarié depuis 2012 à Madison Moss, avec qui il a deux fils, Louie Chaplin Moss, né en 2014 et Emmett Terry Moss, né en 2016.

## Filmographie

### Cinéma

#### Longs métrages
- 1999 : You're Under Arrest : The Movie (Taiho shichauzo !) de Junji Nishimura : Shouji Tokairen (voix anglaise)
- 2003 : Ball of Wax de Daniel Kraus : Ricky Sparks
- 2004 : N'oublie jamais (The Notebook) de Nick Cassavetes : Bodee
- 2005 : Le Dernier Confédéré (The Last Confederate : The Story of Robert Adams) d'A. Blaine Miller et Julian Adams : Un gardien de prison
- 2005 : The Pigs d'Onur Tukel : Damon
- 2006 : Four the Roses de David Wade : Un policier
- 2006 : Find Love d'Erica Dunton : Un homme
- 2007 : Southern Gothic de Mark Young : Tobias
- 2007 : Dead Heist de Bo Webb : Un député
- 2008 : Le Secret de Lily Owens (The Secret Life of Bees) de Gina Prince-Bythewood : Un policier
- 2008 : The 27 Club d'Erica Dunton : L'avocat d'Elliot
- 2009 : The Marc Pease Experience de Todd Louiso : Un jeune père
- 2010 : Cher John (Dear John) de Lasse Hallström : Dan "Rooster" Rooney
- 2011 : La Conspiration (The Conspirator) de Robert Redford : Juge Wylie
- 2011 : Le Pacte (Seeking Justice) de Roger Donaldson : Jones
- 2011 : To Get Her d'Erica Dunton : Paul
- 2012 : La Drôle de vie de Timothy Green (The Odd Life of Timothy Green) de Peter Hedges : Un policier
- 2013 : Un havre de paix (Safe Haven) de Lasse Hallström : Député Bass
- 2013 : Iron Man 3 de Shane Black : Un candidat extrémiste
- 2013 : The Heroes of Arvine Place de Damian Lahey : Kevin Hedges
- 2013 : Don't Know Yet de Terry Linehan : Big Deal
- 2014 : 99 Homes de Ramin Bahrani : Bill
- 2014 : The Remaining de Casey La Scala : Un survivant sur le pont
- 2015 : Well Wishes d'Anderson Boyd : Jack
- 2016 : The Birth of a Nation de Nate Parker : Un homme
- 2016 : Les Espions d'à côté (Keeping Up with the Joneses) de Greg Mottola : Un garde
- 2016 : Les Figures de l'ombre (Hidden Figures) de Theodore Melfi : Le Commandant du Centre de Commandement
- 2017 : Tueur programmé (The Shadow Effect) d'Obin Olson et Amariah Olson : Gouverneur Francis
- 2018 : Assassination Nation de Sam Levinson : Maire Bartlett
- 2019 : The Highwaymen de John Lee Hancock : Un policier de l'Oklahoma
- 2019 : Chameleon de Marcus Mizelle : Un superviseur (voix)
- 2020 : Avalanche (One of These Days) de Bastian Günther : Chris
- 2020 : The Immortal Jellyfish de Dusty Bias : L'officier
- 2021 : Faceless de Marcel Sarmiento (en) : Un homme

#### Courts métrages
- 2005 : Super Sam de Brent Triplett : Arch-Enemy Wannabe
- 2006 : 80 Windows de Meg Lansaw : Bob
- 2010 : Mercy Kill de Jake Almond : Kyle
- 2010 : The Buck Johnson Story de Blake McCray et Marcus Mizelle : Buck Johnson
- 2010 : The Last Gift de Marcus Mizelle : Le messager
- 2011 : The Reliever ! de Marcus Mizelle : Un homme
- 2013 : The Three Ropes de Marcus Mizelle : Un videur
- 2013 : McDuffy : The Urban Eagle de Troy Carlton : Une victime
- 2015 : Times Like Dying d'Evan Vetter : Lonzell Dixon
- 2015 : The Visitor de Bennett Pellington : Daniel
- 2016 : Horn d'Hughes William Thompson : Le père
- 2016 : The Vamprentice de Jonathan Landau : Ronald Dump
- 2017 : District Quarantine de Damian Lahey : Garret Staton
- 2017 : Oldest Millennial de Clay Weiner
- 2022 : The Dishwasher de Sydney Penny : James
- 2023 : Arden High de Stephen Wayne : Principal Jackson

### Télévision

#### Séries télévisées
- 1996 : You're Under Arrest : Shouji Tokairen (voix anglaise)
- 1998 : Ao no roku go : Alexender David Cekeros (voix anglaise)
- 2003 : Dawson : Le conseiller boursier
- 2003 - 2012 : Les Frères Scott (One Tree Hill) : Junk Moretti
- 2006 : Surface : Un ambulancier
- 2010 : American Wives : Sergent Danny Farina
- 2010 : Hollywood East : Howard
- 2013 : Kenny Powers : Mark
- 2014 : Turn : Bailey
- 2014 : Reckless : La Loi de Charleston (Reckless) : Carter Davidson
- 2014 : The Walking Dead : Officier Gorman
- 2014 : Constantine : Owen
- 2014 - 2015 : Resurrection : Joey
- 2015 : Sleepy Hollow : Un agent de l'immigration
- 2015 : Secrets and Lies : Un policier
- 2015 : The Inspectors : Mr Carver / Randall
- 2016 : Rectify : Rusty Pell
- 2016 : Mercy Street : Capitaine Saunder
- 2017 : Underground : Jack
- 2017 : Shots Fired : Brock
- 2018 : Hap and Leonard : Tim Garner
- 2018 : Queen Sugar : Colton Landry
- 2018 : Bobcat Goldthwait's Misfits & Monsters : Un acteur de doublage
- 2019 : True Detective : Un state trooper
- 2019 : Step Up : Gus
- 2019 : Dolly Parton's Heartstrings : Hackmeyer
- 2019 - 2022 : The Righteous Gemstones : Brock
- 2020 - 2023 : Outer Banks : Officier Shoupe
- 2020 - 2023 : Your Honor : Détective Rudy Cunningham
- 2021 : The Underground Railroad : Juge Smith
- 2022 : The Staircase : Jim Hardin
- 2022 : Black Bird : Détective Russ Aborn
- 2022 : Women of the Movement : Député John Cothran
- 2022 : Killing It : Donald Assarian

#### Téléfilm
- 2012 : Gangsters (Outlaw Country) d'Adam Arkin et Michael Dinner : Rafe Porter